# Gruppe 47:s litteraturpris
Gruppe 47:s litteraturpris (Preis der Gruppe 47) var ett litterärt tyskt pris som delades ut av Gruppe 47 till ännu okända författare. Priset instiftades 1949 och delades ut åren 1950–1967. Prispengarna kom de första två åren från en amerikansk reklamfirma. Senare kom finansieringen i skiftande grad från förlag och radiostationer.

## Pristagare
- 1950: Günter Eich
- 1951: Heinrich Böll, för "Die schwarzen Schafe"
- 1952: Ilse Aichinger
- 1953: Ingeborg Bachmann, för "Die gestundete Zeit"
- 1954: Adriaan Morriën, för satiren Zu große Gastlichkeit verjagt die Gäste
- 1955: Martin Walser, för "Templones Ende"
- 1958: Günter Grass, för Die Blechtrommel (på svenska, Blecktrumman)
- 1962: Johannes Bobrowski
- 1965: Peter Bichsel, för "Die Jahreszeiten" ( på svenska, Årstiderna)
- 1967: Jürgen Becker, för "Ränder"